# Ormankadı, Mustafakemalpaşa
Ormankadı là một xã thuộc huyện Mustafakemalpaşa, tỉnh Bursa, Thổ Nhĩ Kỳ. Dân số thời điểm năm 2011 là 1.05 người.